# Mutacja genomowa
Mutacje genomowe, mutacje chromosomowe liczbowe polegają na:
- utracie lub występowaniu dodatkowych pojedynczych chromosomów – wskutek zaburzeń rozdziału chromosomów w mitozie bądź mejozie
- zwielokrotnieniu całego genomu – w wyniku zniesienia rozdziału wszystkich chromosomów (poliploidalność)

Zwiększona częstość mutacji, niestabilność genomu, związana jest z powstawaniem nowotworów i innych chorób u człowieka.  
Istnieją również zmiany dziedziczne dotyczące liczby chromosomów. Można je podzielić na trzy rodzaje: 
- aneuploidia - zwiększenie lub zmniejszenie liczby chromosomów

- euploidia
  - monoploidia
  - diploidia
  - poliploidia
    - autopoliploidia – zwiększenie liczby chromosomów o cały genom tego samego gatunku
    - allopoliploidia – zwiększenie liczby chromosomów o cały genom należących do dwóch różnych gatunków
      - amfiploidia